# Hedwig Thoma

Stadtplakat von Hedwig Thoma, 1927

Hedwig Thoma (* 25. Januar 1886 in Basel; † 4. August 1946 ebenda) war eine Schweizer Malerin und Gebrauchsgrafikerin.

## Leben und Werk
Hedwig Thoma war eine Tochter Malzfabrikanten und Bierbrauers Friedrich Hermann Thoma-Schill und wuchs in Basel auf. Sie war die Nichte von Emil Schill.
1920 erhielt sie den Auftrag eine Serie von Postkarten für den Zoo Basel zu gestalten. 1927 gewann sie einen vom Kunstkredit Basel-Stadt ausgeschriebenen Wettbewerb zur Gestaltung eines «künstlerischen Stadtplakats». Das Plakat wurde gedruckt und vom Verkehrsverein Basel zu Werbezwecken verwendet. 
Erwähnung fand Hedwig Thoma auch 1928 in einer Übersicht zu «Neuerer Frauenkunst in der Schweiz» in der anlässlich der SAFFA erscheinenden Ausgabe der Zeitschrift Das Werk. In den folgenden Jahren trat sie u. a. als Illustratorin einiger Kinderbücher von Anna Keller in Erscheinung. 1945 wurde in der Reihe Gute Schriften eine Übersetzung von Sally Salminens Roman Katrina mit Illustrationen von Hedwig Thoma publiziert.
Thoma heiratete den Künstler, Kunstkritiker und Kunstpädagoge Hermann Meyer. Das Ehepaar war u. a. mit Maria La Roche,  Louise Weitnauer und mit Esther Mengold (1877–1954), der Frau von Paul Altherr, befreundet. 

Sie fand ihre letzte Ruhestätte auf dem Friedhof am Hörnli.

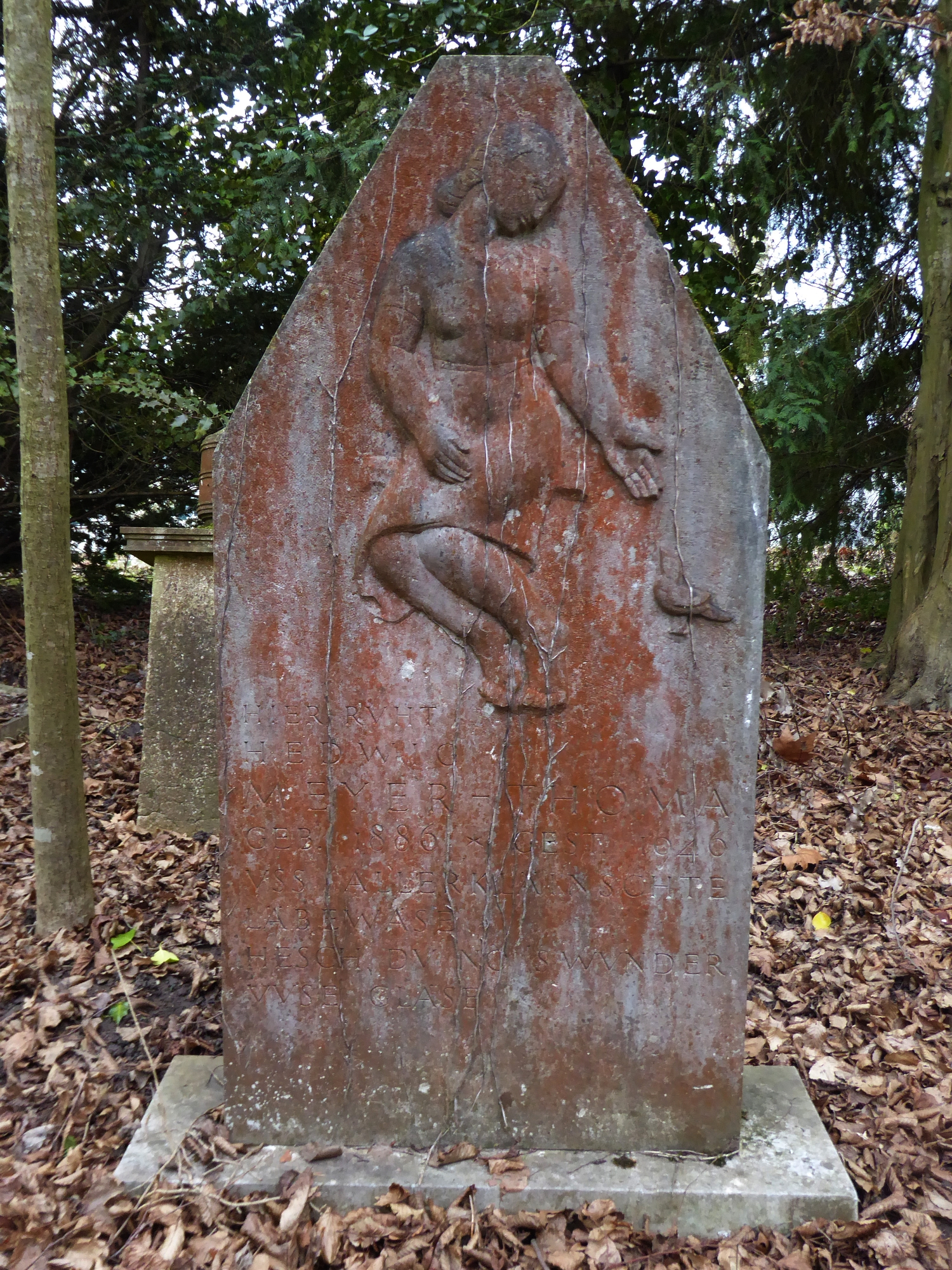
Grab auf dem Friedhof Hörnli. Grabinschrift: Uss allerkläinschte Läbewäse hesch du no swunder uuse gläse.
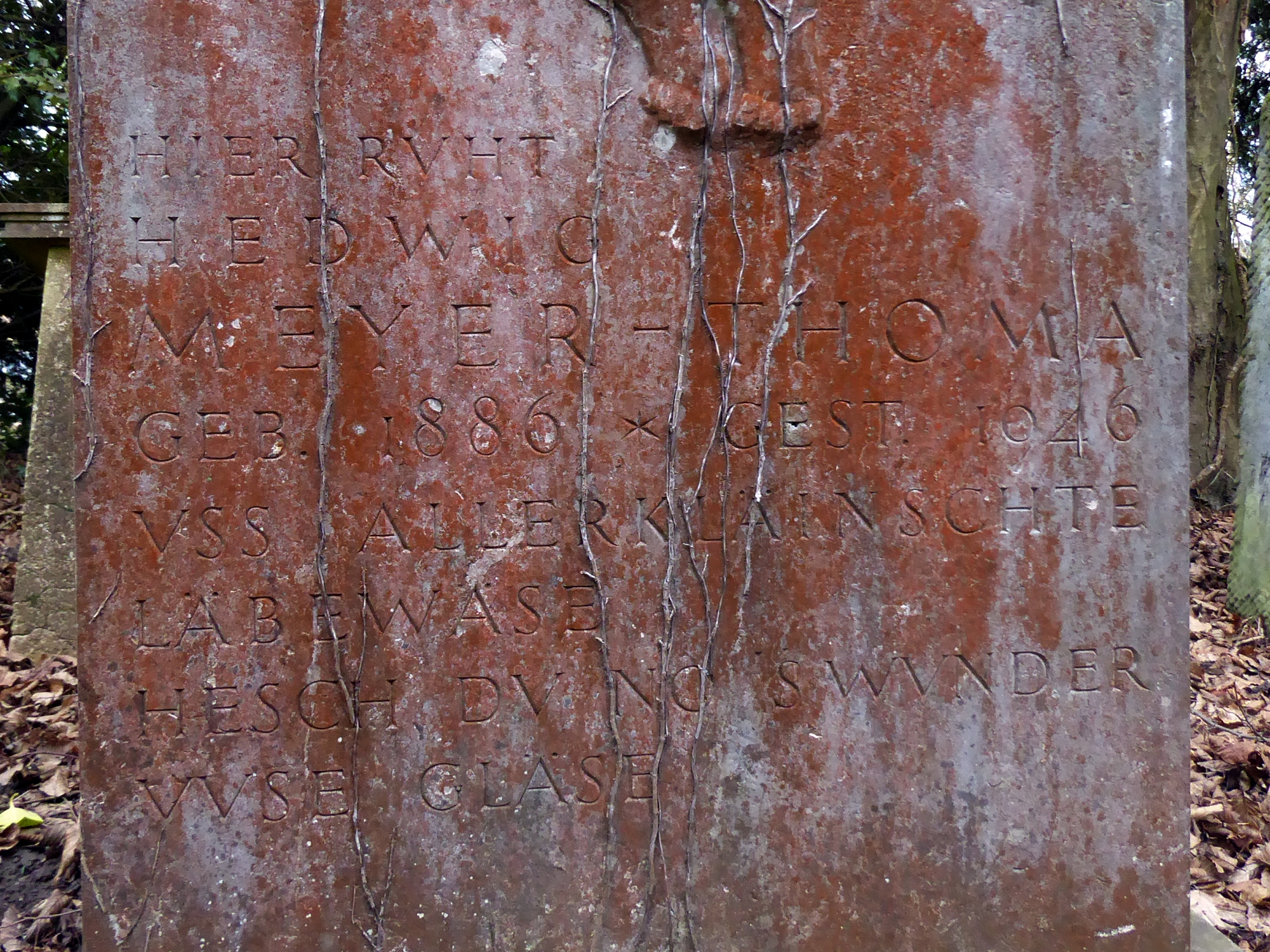
Grab auf dem Friedhof Hörnli. Grabinschrift: Uss allerkläinschte Läbewäse hesch du no swunder uuse gläse.